# 上海轨道交通15号线
上海轨道交通15号线，为上海市西部的南北向径向线，由宝山区的顾村公园站连通至闵行区的紫竹高新区站。本线路具备最高等GoA4级自动驾驶功能，也是上海市一次性开通里程最长的线路。15号线的标志色为  C25 M30 Y45 K10 。

## 概览
在最初的建设规划中，15号线由陈太路站～闵行区的江川路站，线路全长40.1km，全部为地下线。共设28座车站，平均站间距 1478m。设陈太路停车场和澄江路车辆段。而实际线路起自城市西北部的顾村公园，沿祁连山路—连亮路—桃浦西路—大渡河路—古北路—古羊路—桂林路—老沪闵路—银都路—莲花南路走行，止于城市西南部的紫竹高新区站，全长约42.3km，途经宝山区、普陀区、长宁区、徐汇区、闵行区等5个行政区，均为地下线，共设 30 座地下车站，平均站间距1.44km。工程估算总额476.83亿元，技术经济指标11.27亿元/正线公里。全线土建工程于2015年10月开工，2021年1月23日开通初期运营。相比原规划，起终点和线路长度变化，线路北端起点由陈太路站调整至陆翔路镜泊湖路口，南端终点由江川路站调整至莲花南路东川路口。部分地段线路走向调整，陈太路走向调整为祁连山路走向；娄山关路—玛瑙路—红松路走向调整为古北路—古羊路走向；老沪闵路—银都路走向调整为景洪路—银都路走向；上海南站线路走向调整为柳州路—石龙路走向。车站数量由建设规划中的28座车站调整为工可方案中30座车站，共增设4站，取消2站。车辆基地选址由虹梅南路西侧、澄江路以南地块选址移至都庄路西侧、元江路北侧、都会路东侧、横沙河南侧合围的地块内。主变由2座调整至3座。
南延伸段起于紫竹高新区站，终于望园路站，长约10.26公里，均为地下线，计划2027年12月通车。

## 车辆
15号线列车采用A型车6节编组，设计时速80 km/h，为VVVF交流传动，设计寿命30年。
| 名称  | 制造商           | 车辆编成            | 制造年代  | 车辆总数          | 上线时间    | 昵称   |
| ----- | ---------------- | ------------------- | --------- | ----------------- | ----------- | ------ |
| 15A01 | 中车长春轨道客车 | 6A(Tc+Mp+M+M+Mp+Tc) | 2019-2020 | 54列(15001-15054) | 2021/01/23- | 长鼻猴 |

### 15A01型电动客车
- 代号：15A01
- 列车外观设计：法国MBD公司[4]

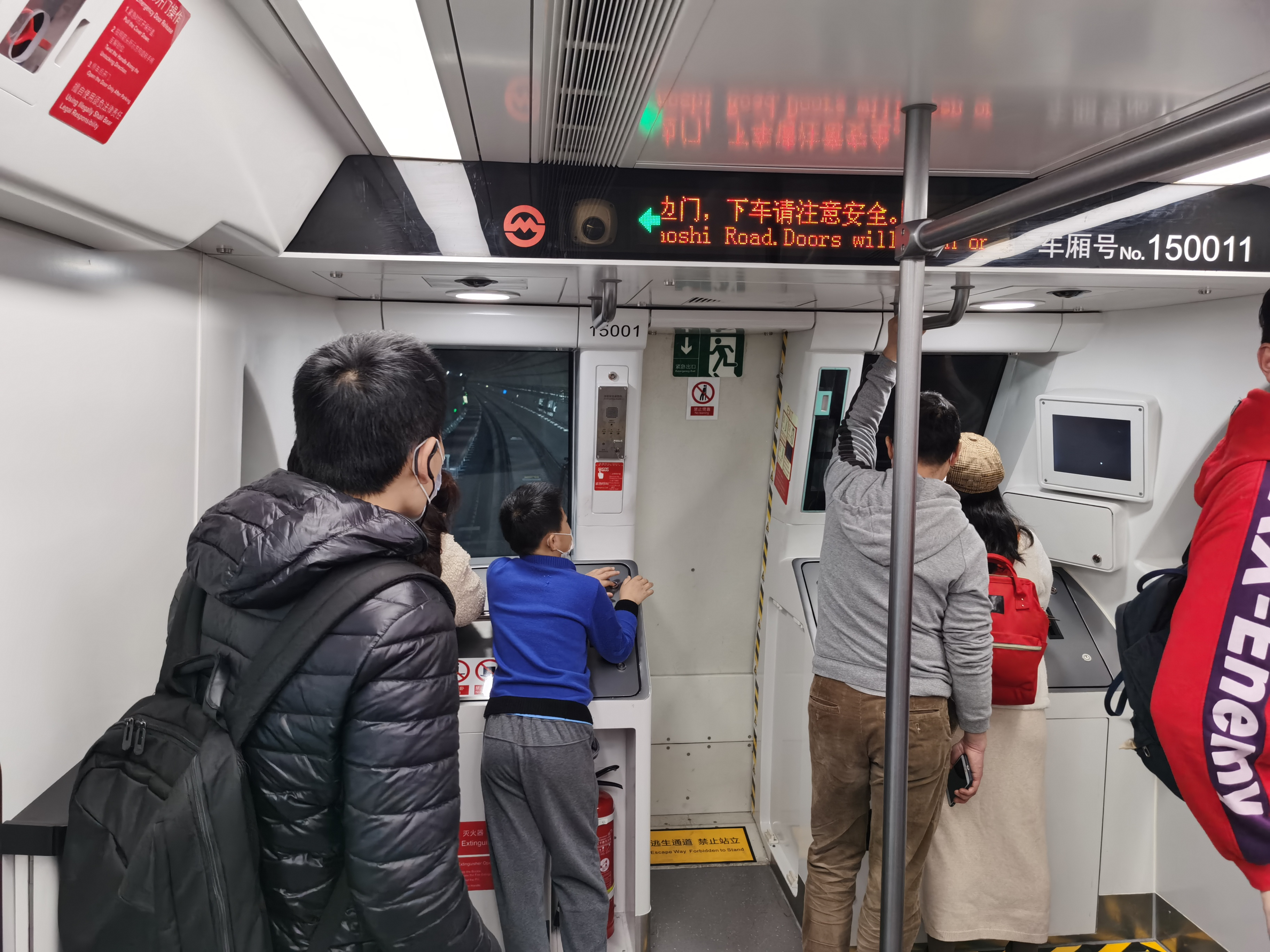
15A01型电动客车车头区域

- 制造商：上海阿尔斯通交通设备有限公司、中车长春轨道客车
- 外观：内藏门梯形车，不设驾驶室和驾驶室侧门（乘客可直接在车内看到前后方的轨道），以黑、白色为主色调，车身两边各有一条金色饰带，车头逃生门上涂有金色纺锤形色块。
- 车体材料：铝合金
- 长度：140米
- 宽度：3米
- 编组： 6节A型编组（4M2T）
- 供电方式：架空接触网受电 DC 1500V
- 牵引电动机：Alstom-XAYEE制 4ECA 2120 M
- 控制装置：Alstom-SATEE制「OptONIX 1500」 IGBT-VVVF 交流传动（使用新版调制程序）
- 最高速度：80 km/h

## 車站一覽

### 换乘站
- 15机联景洪路 — 换乘机场联络线 通道换乘
- 1315-金山上海南站 — 换乘1号线、3号线 通道换乘，转乘金山线上海南站
- 1215桂林公园 — 换乘12号线 通道换乘
- 915桂林路 — 换乘9号线 通道换乘
- 215娄山关路 — 换乘2号线 通道换乘
- 1315大渡河路 — 换乘13号线 通道换乘
- 1415铜川路 — 换乘14号线 垂直换乘
- 1115上海西站 — 换乘11号线 垂直换乘
- 715顾村公园 — 换乘7号线 通道换乘

### 未來换乘站
- 515-南枫望园路 — 换乘5号线 通道换乘，转乘南枫线望园路站
- 1523紫竹高新區 — 换乘23号线 站厅换乘
- 1519机联景洪路 — 通道换乘
- 111520上海西站 — 换乘11号线、20号线 20号线为站厅换乘

### 车站列表
| 阶段         | 站名         | 里程 （米） | 站间距 （米）                      | 换乘路线                 | 所在地             | 车站形式                                | 开门方向 |
| ------------ | ------------ | ----------- | ---------------------------------- | ------------------------ | ------------------ | --------------------------------------- | -------- |
| 南延伸       | 望园路       | 0           | -                                  | █ 5号线 █ 南枫线（在建） | 奉贤区             | 地下四层岛式                            | 左侧     |
| 南延伸       | 东方美谷大道 | 1713        | 1713                               | —                        | 奉贤区             | 地下二层岛式                            | 左侧     |
| 南延伸       | 汇丰北路     | 3926        | 2213                               | —                        | 奉贤区             | 地下二层岛式                            | 左侧     |
| 南延伸       | 西闸公路     | 7611        | 3684                               | —                        | 奉贤区             | 地下二层岛式                            | 左侧     |
| 南延伸       | 兰香湖南路   | 9186        | 1575                               | —                        | 闵行区             | 地下二层岛式                            | 左侧     |
|              | 紫竹高新区   | 10145 0     | 1219                               | █ 23号线（在建）         | 闵行区             | 地下二层岛式                            | 左侧     |
| 永德路       | 1849         | 1849        | —                                  | 地下二层岛式             | 闵行区             | 左侧                                    |          |
| 元江路       | 4705         | 2856        | —                                  | 地下二层岛式             | 闵行区             | 左侧                                    |          |
| 双柏路       | 7172         | 2467        | —                                  | 地下二层岛式             | 闵行区             | 左侧                                    |          |
| 曙建路       | 8095         | 923         | —                                  | 地下二层岛式             | 闵行区             | 左侧                                    |          |
| 景西路       | 9285         | 1190        | —                                  | 地下二层岛式             | 闵行区             | 左侧                                    |          |
| 虹梅南路     | 10729        | 1443        | —                                  | 地下二层岛式             | 闵行区             | 左侧                                    |          |
| 景洪路       | 12422        | 1693        | █ 19号线（在建） █ 市域机场线      | 徐汇区                   | 地下二层岛式       | 左侧                                    |          |
| 朱梅路       | 13636        | 1214        | —                                  | 徐汇区                   | 地下二层岛式       | 左侧                                    |          |
| 罗秀路       | 14502        | 866         | —                                  | 徐汇区                   | 地下二层岛式       | 左侧                                    |          |
| 华东理工大学 | 16052        | 1550        | —                                  | 徐汇区                   | 地下二层岛式       | 左侧                                    |          |
| 上海南站     | 17676        | 1623        | █ 1号线 █ 3号线 █ 金山线 上海南站  | 徐汇区                   | 地下四层岛式       | 左侧                                    |          |
| 桂林公园     | 19504        | 1828        | █ 12号线                           | 徐汇区                   | 地下三层岛式       | 左侧                                    |          |
| 桂林路       | 20366        | 862         | █ 9号线                            | 徐汇区                   | 地下三层岛式       | 左侧                                    |          |
| 吴中路       | 21388        | 1023        | —                                  | 闵行区                   | 地下二层岛式       | 左侧                                    |          |
| 姚虹路       | 22663        | 1275        | —                                  | 长宁区                   | 地下二层岛式       | 左侧                                    |          |
| 红宝石路     | 24060        | 1397        | —                                  | 长宁区                   | 地下四层岛式       | 左侧                                    |          |
| 娄山关路     | 25667        | 1606        | █ 2号线                            | 长宁区                   | 地下四层岛式       | 左侧                                    |          |
| 长风公园     | 27154        | 1487        | —                                  | 普陀区                   | 地下二层一岛一侧式 | 左侧(紫竹高新区方向) 右侧(顾村公园方向) |          |
| 大渡河路     | 27938        | 784         | █ 13号线                           | 普陀区                   | 地下三层岛式       | 左侧                                    |          |
| 梅岭北路     | 29159        | 1221        | —                                  | 普陀区                   | 地下二层岛式       | 左侧                                    |          |
| 铜川路       | 30021        | 862         | █ 14号线                           | 普陀区                   | 地下三层岛式       | 左侧                                    |          |
| 上海西站     | 31437        | 1416        | █ 11号线 █ 20号线（在建） 上海西站 | 普陀区                   | 地下三层岛式       | 左侧                                    |          |
| 武威东路     | 33094        | 1657        | —                                  | 普陀区                   | 地下三层岛式       | 左侧                                    |          |
| 古浪路       | 34129        | 1035        | —                                  | 普陀区                   | 地下二层一岛一侧式 | 左侧(紫竹高新区方向) 右侧(顾村公园方向) |          |
| 祁安路       | 35422        | 1293        | —                                  | 普陀区                   | 地下二层岛式       | 左侧                                    |          |
| 南大路       | 36604        | 1182        | —                                  | 宝山区                   | 地下二层岛式       | 左侧                                    |          |
| 丰翔路       | 37599        | 994         | —                                  | 宝山区                   | 地下二层岛式       | 左侧                                    |          |
| 锦秋路       | 38927        | 1328        | —                                  | 宝山区                   | 地下二层岛式       | 左侧                                    |          |
| 顾村公园     | 41726        | 2799        | █ 7号线                            | 宝山区                   | 地下二层岛式       | 左侧                                    |          |

1. ↑  相对于列车行驶方向而言。
2. ↑  预留车站。

## 沿革

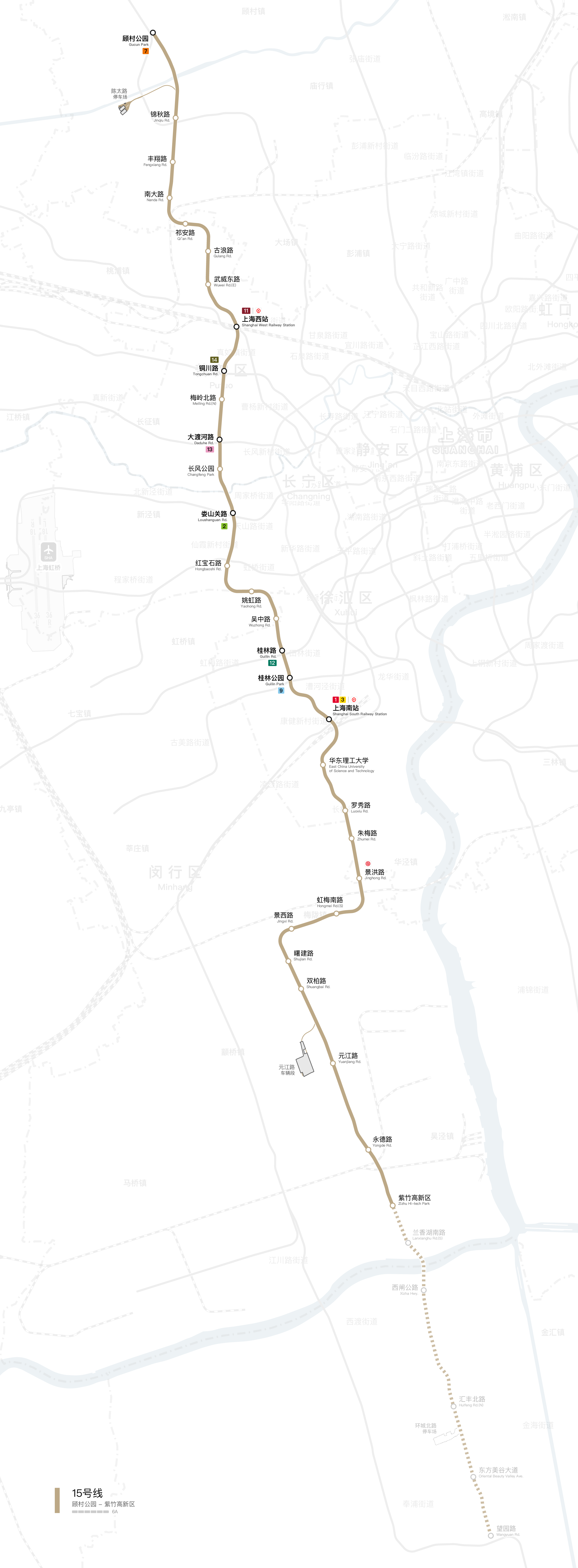
上海轨道交通15号线线路图

- 2011年12月28日（祁华路停车场—南大路段）专项规划（调整）公示[5]
- 2013年8月13日 工程报建[6]
- 2014年6月23日 专项规划（草案）公示[7]
- 2014年7月8日 工程环境影响评价公示[8]
- 2014年9月12日 （锦秋路站—顾村公园站）专项规划方案补充公示[9]
- 2014年10月16日 工程环境影响评价第二次公示[10]
- 2015年2月17日 南段车辆基地选址专项规划调整[11]
- 2015年3月20日 工程环境影响评价报批前公示[12]
- 2015年4月24日 上海市环境保护局受理环境影响报告书
- 2015年5月8日 上海市环境保护局批复环境影响报告书
- 2015年6月15日 上海市发展和改革委员会批复工程可行性研究报告[13]
- 2016年8月28日 古浪路站正式开工，为全线第一个开工的车站
- 2019年12月20日 首列车抵达陈太路基地[14]
- 2019年12月29日 全线区间贯通[15]
- 2020年6月19日 全线长轨贯通[16]
- 2021年1月23日 除桂林路站之外所有29座车站开通初期运营[17]
- 2021年5月29日 列车将在桂林路站停车进行开关门测试，但乘客不能下车，也不能与9号线换乘
- 2021年6月27日 桂林路站开通运营
- 2021年12月30日 调整小交路为古浪路站至双柏路站
- 2023年6月9日 南延伸段选线专项规划公示[18]
- 2023年9月19日 南延伸段环境影响评价公示[19]
- 2023年10月18日 南延伸段环境影响评价报批前公示[19]
- 2023年10月31日 上海市环境保护局受理南延伸段环境影响报告书[20]
- 2023年12月1日 上海市环境保护局批复南延伸段环境影响报告书[21][22]
- 2023年12月24日 南延伸段开工建设
- 2024年9月21日 华泾西站更名为景洪路站[23]。

## 争议

### 换乘问题
在方案公示阶段，该线长宁闵行段由换乘便利的娄山关路-伊犁路-红松东路方案更改为工程难度低但牺牲换乘功能的古北路-古羊路方案，而宝山段则因实施条件差放弃了原定的终点站祁华路站，而是以锦秋路站替代，使得线路无法与7号线换乘。市民就该线路的换乘站设置问题建议较集中，特别是娄山关路站（工程名天山路站）无法与2号线换乘（实际上该站在设计初期便有预留换乘通道，只是工程名与既有站不同）。另外，也有不少市民反映该线无法与10号线伊犁路站换乘。规划部门相关人士表示，“目前并未敲定换乘方案，公示结束后将进一步优化修改，不排除对部分车站位置调整。”最终方案将综合考虑，权衡可实施性与居民出行便捷。
在2014年9月12日公示的方案中，与7号线的换乘问题通过由原來的终点站锦秋路站通过延伸一站至顾村公园站得以解决。根据上海市隧道股份微信公众号2018年12月10日对时任上海市委书记李强调研该公司在建工程的报道中，提及未来天山路站是本线路与2号线的换乘枢纽，最终天山路站定名为娄山关路站，并与2号线实现虚拟换乘，而站内的换乘通道则通过改造两线路车站间商场地下室实现，已于2024年12月31日开通。而红宝石路站（工程名古北路站）至10号线伊犁路站的换乘通道则由于工程难度过大而被取消，两线间无法实现相互换乘，对乘客出行造成有一定的困难。

## 运营事故

### 积水限速
2021年5月20日，根据官方通报，由于娄山关路站至华东理工大学站区间积水，上海地铁15号线限速运行，预计延迟25分钟以上，并于11点37分启动轨道交通蓝色预警。受影响的乘客可获取致歉信。运营恢复正常后，蓝色预警撤销。

### “1·22”祁安路站乘客伤亡事故
2022年1月22日，一名乘客在祁安路站因故身亡。